# 8806 Фетісов
8806 Фетісов (8806 Fetisov) — астероїд головного поясу, відкритий 22 жовтня 1981 року.
Тіссеранів параметр щодо Юпітера — 3,293.